# Lilly's Casino
Lilly's Casino was een arcadehal in het Belgische dieren- en attractiepark Bellewaerde. De arcadehal opende in 1987 en werd sinds de opening uitgebaat door een externe firma. 
Het gebouw werd samen met de Keverbaan en het Far West themagebied gesloopt in de winter van 2022-23 om plaats te maken voor het nieuwe themagebied Mundo Amazonia.

## Wisseling van uitbater
Eind 2013 werd aangekondigd dat Lilly's Casino zou sluiten. De externe firma die het uitbaatte, hield het voor bekeken. De arcadegames werden verkocht en zo kwam Lilly's Casino leeg te staan.
Begin seizoen 2014 verscheen echter een bordje aan de ingang van de lege arcadehal met de tekst "Open vanaf mei". Een andere firma had contact opgenomen met het park met de vraag of zij de hal verder mochten uitbaten, blijkbaar met succes.
Afbeeldingen